# Valdiano Calcio 1985 1986-1987
Questa voce raccoglie le informazioni riguardanti il Valdiano Calcio 1985 nelle competizioni ufficiali della stagione 1986-1987.

## Rosa
| N. |                   | Ruolo | Calciatore                |
| -- | ----------------- | ----- | ------------------------- |
|    | Italia (bandiera) | C     | Antonio Altobello         |
|    | Italia (bandiera) | P     | Giuseppe Amoroso          |
|    | Italia (bandiera) | C     | Salvatore Avallone        |
|    | Italia (bandiera) | A     | Paolo Bognanni            |
|    | Italia (bandiera) | C     | Luigi Buono               |
|    | Italia (bandiera) | C     | Lorenzo Renato Capobianco |
|    | Italia (bandiera) | D     | Fabio Capone              |
|    | Italia (bandiera) | D     | Vincenzo Carannante       |
|    | Italia (bandiera) | A     | Domenico Citarelli        |
|    | Italia (bandiera) | A     | Carmelo Condemi           |

| N. |                   | Ruolo | Calciatore            |
| -- | ----------------- | ----- | --------------------- |
|    | Italia (bandiera) | D     | Emilio De Matteo      |
|    | Italia (bandiera) | P     | Angelo Di Giulio      |
|    | Italia (bandiera) | D     | Ciro Di Rosa          |
|    | Italia (bandiera) | C     | Giovanni Di Vece      |
|    | Italia (bandiera) | C     | Vincenzo Esposito     |
|    | Italia (bandiera) | A     | Fabio Lucidi          |
|    | Italia (bandiera) | C     | Giovanni Pasquariello |
|    | Italia (bandiera) | A     | Francesco Puntureri   |
|    | Italia (bandiera) | C     | Luciano Vessicchio    |
|    | Italia (bandiera) | C     | Carmine Garone        |